# Pseudachorutella
Pseudachorutella är ett släkte av urinsekter. Pseudachorutella ingår i familjen Neanuridae.
Kladogram enligt Dyntaxa:
| Pseudachorutella | \| \| Pseudachorutella asigillata \| \| \| \| \| \| Pseudachorutella remyi \| \| \| \| |
|                  | \| \| Pseudachorutella asigillata \| \| \| \| \| \| Pseudachorutella remyi \| \| \| \| |
|                  | Anurida                                                                                |
|                  |                                                                                        |
|                  | Anuridella                                                                             |
|                  |                                                                                        |
|                  | Deutonura                                                                              |
|                  |                                                                                        |
|                  | Friesea                                                                                |
|                  |                                                                                        |
|                  | Micranurida                                                                            |
|                  |                                                                                        |
|                  | Neanura                                                                                |
|                  |                                                                                        |
|                  | Paranura                                                                               |
|                  |                                                                                        |
|                  | Pratanurida                                                                            |
|                  |                                                                                        |
|                  | Pseudachorutes                                                                         |
|                  |                                                                                        |
|                  | Pseudachorutella asigillata                                                            |
|                  |                                                                                        |
|                  | Pseudachorutella remyi                                                                 |
|                  |                                                                                        |

|  | Pseudachorutella asigillata |
|  |                             |
|  | Pseudachorutella remyi      |
|  |                             |